# Ото I (Бремен)
Вижте пояснителната страница за други личности с името Ото I.
Ото I фон Олденбург (на немски: Otto I von Oldenburg; † пр. 14 март 1348) от фамилията на графовете на Олденбург е архиепископ на Бремен (1344 – 1348).

## Произход
Той е третият син на граф Кристиан III фон Олденбург († 1285) и съпругата му Юта фон Бентхайм. Брат е на Йохан II († 1315) и на Кристиан († 1291/1314).